# 토니 시리코
토니 시리코(영어: Tony Sirico, 1942년 7월 29일~2022년 7월 8일)는 미국의 배우이다.

## 출연 작품
- 《원더 휠》(2017년)
- 《카페 소사이어티》(2016년)
- 《자라스 로》(2014년)
- 《피클》(2013년)
- 《닉키 듀스》(2013년)
- 《저지 쇼어 샤크 어택》(2012년)
- Karma Calling (2009)
- 《더 스노 콘 스탠드 주식회사》(2008년)
- 《운명같은 사랑》(2000년)
- 《미키 블루 아이즈》(1999년)
- 《머니 킹》(1998년)
- 《캅 랜드》(1997년)
- 《고티》(1996년)
- 《데드 프레지던트》(1995년)
- 《애꾸눈 지미를 찾아서》(1994년)
- 《브로드웨이를 쏴라》(1994년)
- 《뉴욕 캅》(1993년)
- 《로미오 이즈 블리딩》(1993년)
- 《살인의 그늘》(1992년)
- 《미녀 드라큐라》(1992년)
- 《29번가의 기적》(1991년)
- 《좋은 친구들》(1990년)
- 《빅 뱅》(1989년)
- 《대부와 연인》(1989년)
- 《뒤로 가는 남과 여》(1989년)
- 《승리의 폭죽》(1987년)
- 《사랑과 돈》(1982년)
- 《디파이언스》(1980년)
- 《핑거스》(1978년)

### 텔레비전
- 《소프라노스》(1999년)